# جلال ۲
جلال ٢ فصل دوم سریال جلال محصول امور استان های صدا و سیمای جمهوری اسلامی ایران و مرکز آذربایجان شرقی است. فصل دوم سریال جلال از نظر برهه زمانی، سال‌های ۱۳۵۶ تا سال ۱۳۶۲ را نشان می‌دهد و مخاطب را با شخصیت‌هایی همچون سید محمدعلی قاضی طباطبایی، میر اسدالله مدنی و علی تجلایی آشنا می‌کند.

## داستان
سریال “جلال ۲” روایتگر برهه ای خاصی از تاریخ معاصر است. در این فصل قیام مردم تبریز تا انقلاب ۱۳۵۷ و آزادسازی سوسنگرد را روایت می کند.